# Comitatul Cluj

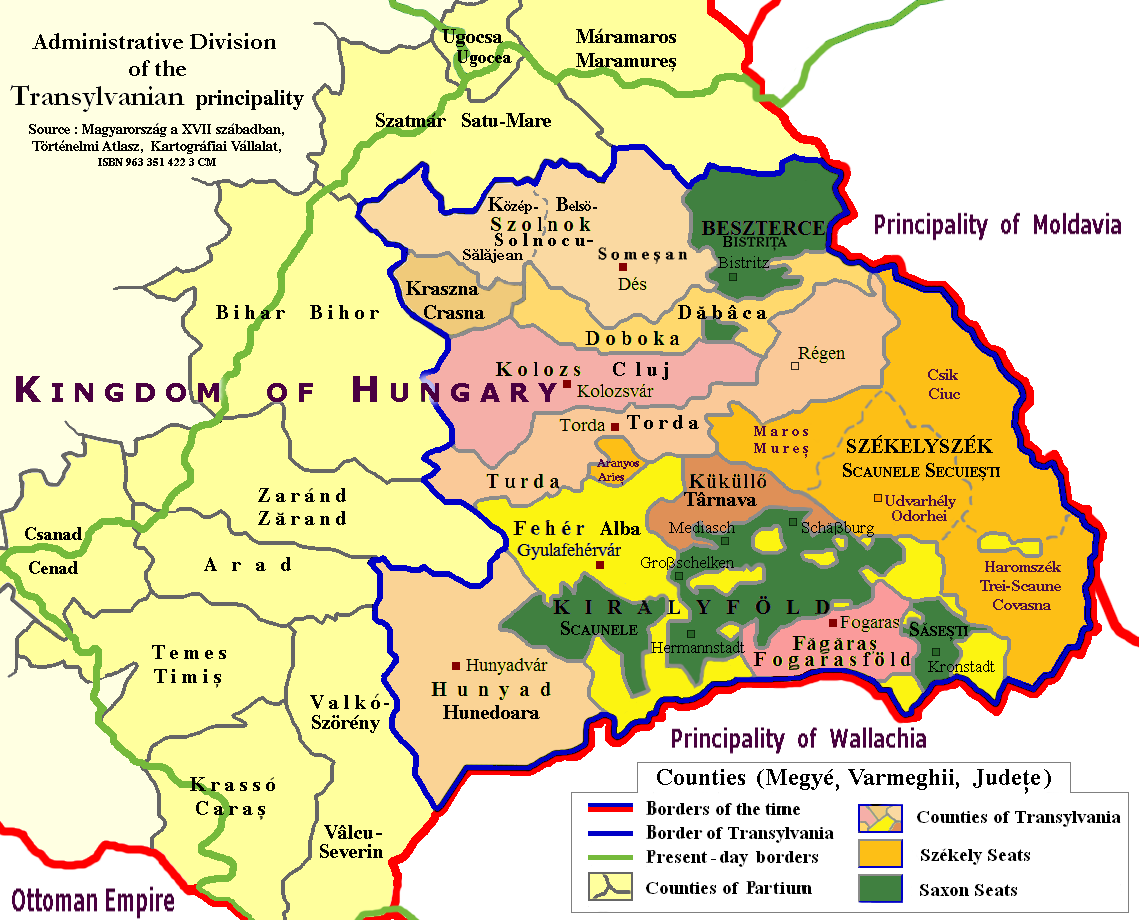
Comitatul Cluj pe harta împărţirii administrative a Transilvaniei medievale

Comitatul Cluj, cunoscut și ca Varmeghia Clujului, (în maghiară Kolozs vármegye, în germană Komitat Klausenburg, în latină Comitatus Kolosiensis) a fost o unitate administrativă a Regatului Ungariei, care a funcționat din secolul al XV-lea și până în 1784, apoi din nou în perioada 1867-1918. Capitala comitatului a fost orașul Cluj (în maghiară Kolozsvár, în germană Klausenburg).

## Geografie
Comitatul Cluj se învecina la vest cu Comitatul Bihor (Bihar), la nord cu comitatele Sălaj (Szilágy) și Solnoc-Dăbâca (Szolnok-Doboka), la est cu comitatele Bistrița-Năsăud (Beszterce-Naszód) și Mureș-Turda (Maros-Torda) și la sud cu Comitatul Turda-Arieș (Torda-Aranyos). Râurile Crișul Repede (Sebes-Körös) și Someșul Mic (Kis-Szamos) curgeau pe teritoriul comitatului. Suprafața comitatului în 1910 era de 5.006 km², incluzând suprafețele de apă.2

## Istorie
Comitatul medieval Cluj format în secolul al XI-lea dispare în 1784 odată cu împărțirea în Bezirke decisă de împăratul habsburgic Iosif al II-lea, apoi este restabilit în cadrul Regatului Ungar, dar cu un teritoriu mai concentrat și cu limite simplificate, prin reforma administrativă legată de constituirea Imperiului Austro-Ungariei în 1876, care desființează Marele-Principat al Transilvaniei.
În 1918, urmată fiind de confirmarea Tratatului de la Trianon din 1920, comitatul, alături de întreaga Transilvanie istorică, a devenit parte a României. O ultimă tentativă de conservare a puterii maghiare a avut loc după prăbușirea Imperiului Austro-Ungar și proclamarea Republica Ungară (1918-1919), noul lider socialist maghiar, Mihály Károlyi, numindu-l pe scriitorul Emil Grandpierre drept prefect al Comitatului în 1 decembrie 1918. După cucerirea regiunii de către trupele române, Grandpierre a refuzat să depună un jurământ de loialitate statului român, iar pe 18 ianuarie 1919 a fost demis, fiind însă păstrat în structurile de conducere provizorii. Imediat după încheierea primului război mondial, Comitatul Cluj a fost redenumit județul Cojocna, ca o traducere literală, dar inexactă, a numelui Kolozs în "Cojocna", iar în 1925 a devenit județul Cluj. În perioada 1940-1944 această regiune a fost ocupată de Ungaria, în urma Dictatului de la Viena.
Majoritatea teritoriului Comitatului Cluj se regăsește azi în județul Cluj; unele părți ale comitatului se află în actualele județe Sălaj (nord-vest), Bistrița-Năsăud (nord-est) și Mureș (sud-est) din România.

## Demografie
În 1910 populația comitatului era de 286.687 locuitori, dintre care: 
- Români -- 161.279 (56,25%)
- Maghiari -- 111.439 (38,87%)
- Germani -- 8.386 (2,92%)

## Subdiviziuni
La începutul secolului 20 subdiviziunile comitatului Cluj erau următoarele:
| Districte (járás)                            | Districte (járás)                  |
| District                                     | Capitală                           |
| -------------------------------------------- | ---------------------------------- |
| Bánffyhunyad                                 | Bánffyhunyad --- Huedin (46 sate)  |
| Gyalu                                        | Gyalu --- Gilău (20 sate)          |
| Hídalmás                                     | Hídalmás --- Hida (34 sate)        |
| Kolozsvár                                    | Kolozsvár --- Cluj (34 sate)       |
| Mezőörményes                                 | Mezőörményes --- Urmeniș (14 sate) |
| Mocs                                         | Mocs --- Mociu (24 sate)           |
| Nádasment (azi Nadăș)                        | Kolozsvár --- Cluj (22 sate)       |
| Nagysármás                                   | Nagysármás --- Sărmașu (16 sate)   |
| Teke                                         | Teke --- Teaca (23 sate)           |
| Comitate urbane (törvényhatósági jogú város) |                                    |
| Kolozsvár --- Cluj                           |                                    |
| Districte urbane (rendezett tanácsú város)   |                                    |
| Kolozs --- Cojocna                           |                                    |